# Yomari

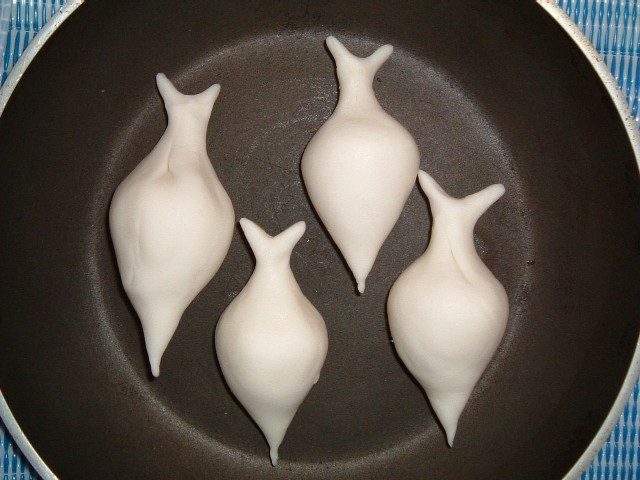
Yomari népalais.

Le yomari, yamari ou yoh-mari (योह-मरी en népalais) est un dessert traditionnel de la communauté newar au Népal qui consiste en une boulette de farine de riz cuite à la vapeur et fourrée au sésame et au chaku, sorte de mixture faite de jaggery et de ghi. Le nom yomari vient du newar yoh, qui signifie « aimer », et mari, qui signifie « plat à base de pain ».

## Histoire
Ce plat joue un rôle important dans la communauté newar en raison de sa présence clé au festival de Yomari Punhi, qui célèbre la fin des récoltes. Des yomari sont cuisinés et offerts aux dieux. Bien que ce festival trouve ses racines dans la communauté fermière newar, il est aujourd’hui célébré dans presque tous les foyers newars à Katmandou et dans la région alentour.
Les Newars ont également la coutume de cuisiner des yomari pour l’anniversaire des enfants, tous les deux ans entre 2 et 12 ans. On prépare également des yomari pour d’autres occasions heureuses telles qu’une naissance ou un déménagement.

## Préparation

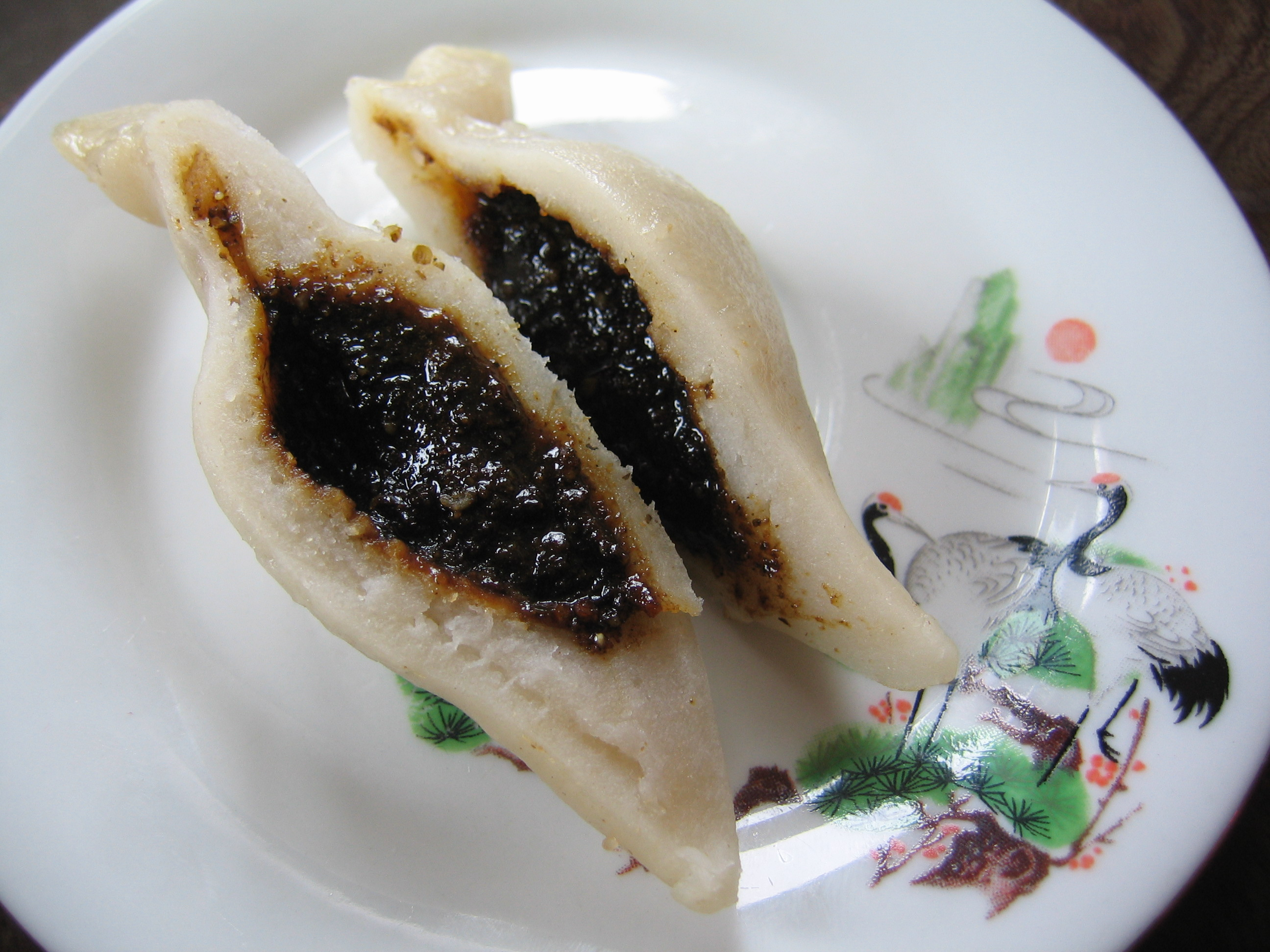
Garniture d'un yomari.

Le yomari est un plat simple et rapide à réaliser. La farine de riz doit être pétrie afin de former une pâte lisse, puis recouverte d’un torchon humide. Le chaku, la garniture du yomari, est ensuite préparé. La pâte est alors étalée et découpée en forme de petites poches où on place le chaku. On referme alors le yomari, qui peut prendre la forme de petits animaux, de fruits ou de figurines de dieux ou de déesses. La forme la plus populaire est celle d’une figue allongée. Les yomari sont ensuite cuits à la vapeur et mangés chauds ou tièdes.

## Festival
Le festival de Yomari Punhi, qui signifie « pleine lune de yomari », est l’un des plus populaires au sein de la communauté newar. Il est célébré chaque année pendant la pleine lune du mois de décembre. Des yomari sont offerts à Annapurna, déesse des moissons. Le festival dure quatre jours au cours desquels des yomari en forme des dieux Kumar, Ganesh et Lakshmi sont confectionnés. Ils seront mangés le quatrième et dernier jour par la communauté newar en hommage aux dieux.